# Фетих II Герай
Фети́х II Гера́й (Гире́й) (крым. II Fetih Geray, ٢ فتح كراى‎; 1696—1746) — крымский хан из династии Гиреев (1736—1737), сын крымского хана Девлета II Герая, внук крымского хана Селима I Герая.

## Биография
В 1731—1735 годах царевич Фетих Герай был нурэддином. В третье правление Каплана I Герая был калгой (1735—1736). Заняв ханский престол, Фетих II Герай назначил калгой и нурэддином своих братьев Арслана Герая и Махмуда Герая.
Ходил в персидский поход, где прославился как человек большой отваги и воинской чести по отношению к противнику. Получив под своё управление Крым после нападения на страну русской армии под предводительством генерал-фельдмаршала Бурхарда Миниха и отставки Каплана I Герая, на следующий год столкнулся с той же проблемой, что и его предшественник: русские вновь двинулись на Крым под командованием генерал-фельдмаршала Петра Ласси. Несмотря на хорошую боевую выучку, Фетих II Герай из-за разобщённости армии не смог защитить Крым от вторжения и оно повторилось в прежних масштабах. Был смещен с престола. Умер в 1746 году в городе Визе, где похоронен близ мечети.
После двух катастрофических неудач 1736 и 1737 годов османское правительство решило вернуть к власти человека, уже доказавшего однажды свои незаурядные способности правителя — Менгли II Герая, который после отставки Фетиха II был повторно назначен ханом